# Bruinborstkievit
De bruinborstkievit (Vanellus superciliosus) behoort tot de familie van kieviten en plevieren (Charadriidae).

## Verspreiding en leefgebied
Deze soort komt voor van Nigeria tot noordelijk Congo-Kinshasa en overwintert in oostelijk Afrika.

## Status
De grootte van de populatie is in 2002 geschat op 10-20 duizend volwassen vogels. Op de Rode lijst van de IUCN heeft deze soort de status niet bedreigd.